# 弦楽四重奏曲第1番 (モーツァルト)

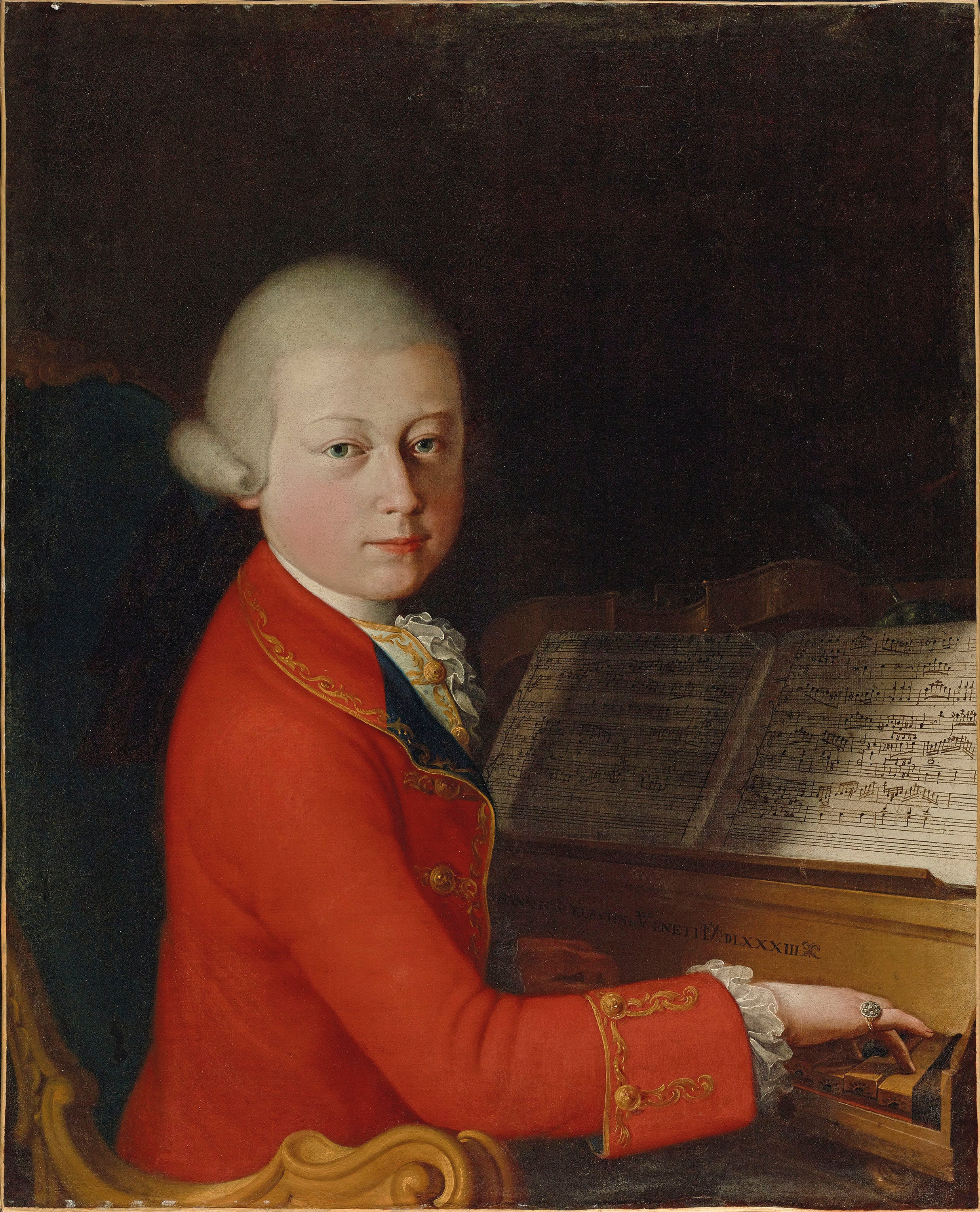
1770年のモーツァルト

弦楽四重奏曲第1番 ト長調 K. 80 (73f) は、ヴォルフガング・アマデウス・モーツァルトが作曲した最初の弦楽四重奏曲。『ローディ』（または『ロディ』、Lodi）の愛称で呼ばれる。

## 概要

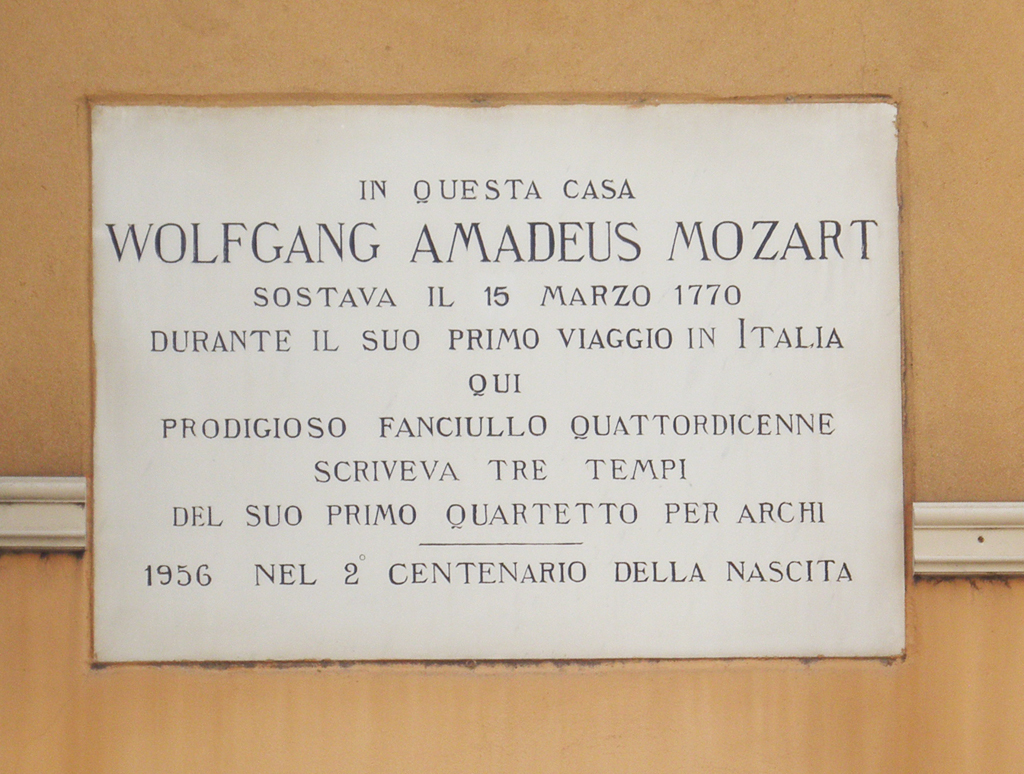
イタリアのローディにある記念プレート

本作は、当時14歳だったモーツァルトが1770年（1769年とも）の3月15日にイタリアのローディ（ロディとも）で作曲され、自筆譜には「1770年3月15日の夜の7時、ローディにて」とイタリア語で書かれている。モーツァルトは1回目のイタリア旅行の際にミラノからボローニャに向かう途中、その夜に到着したローディという町の宿屋で本作を作曲し、最初の3楽章を書き上げて清書した。しかしモーツァルトは、最初の3楽章を書き上げたあとそのまま作曲を一時中断し、それから間もなくボローニャに到着したあとはローマやナポリまで足を伸ばした。そして再びミラノに戻ってオペラを上演し、1年後には故郷に帰るのであったが、旅行中にモーツァルトはまだ書きかけの本作に着手しようとしなかった。モーツァルトが終楽章を書き上げたのは、3年の月日が流れた1773年のウィーン（または1774年のザルツブルクとも）になってからのことだった。
モーツァルトはこの作品の出来栄えには自信があったらしく、1778年のパリ旅行の際には、一緒に携行していたという。

## 構成
全4楽章、演奏時間は約15分。なお、第1楽章と第2楽章の速度標語は父レオポルトによるものであり、第3楽章のトリオ部もまたレオポルトの手によって書き直されている。
- 第1楽章 アダージョ
ト長調、4分の3拍子、二部形式。
お使いのブラウザーでは、音声再生がサポートされていません。音声ファイルをダウンロードをお試しください。
- 第2楽章 アレグロ
ト長調、4分の4拍子、ソナタ形式。
- 第3楽章 メヌエット - トリオ
ト長調 - ハ長調、4分の3拍子。
- 第4楽章 ロンドー：アレグロ
ト長調、2分の2拍子（アラ・ブレーヴェ）。